# Clancy in Wall Street
Clancy in Wall Street is een Amerikaanse filmkomedie uit 1930 onder regie van Ted Wilde.

## Verhaal
De loodgieter Michael Clancy gaat samen met zijn gierige compagnon Andy MacIntosh een leiding repareren op de beurs. Hij koopt per ongeluk aandelen en verdient 200 dollar. Clancy begint te spelen op de beurs, maar Andy wil niet meedoen. Hij wordt in geen tijd miljonair en met de opbrengsten maakt hij goede sier in de hogere kringen van New York. Tegen de tijd dat hij al zijn geld verliest in een krach op de beurs, is hij tevreden dat hij weer kan samenwerken met Andy.

## Rolverdeling
| Acteur             | Personage        |
| ------------------ | ---------------- |
| Charles Murray     | Michael Clancy   |
| Aggie Herring      | Mevrouw Clancy   |
| Lucien Littlefield | Andy MacIntosh   |
| Edward J. Nugent   | Donald MacIntosh |
| Miriam Seegar      | Katie Clancy     |
| Reed Howes         | Freddie Saunders |